# Chambre des députés (Argentine)
Pour les autres articles nationaux ou selon les autres juridictions, voir Chambre des députés.
Législature 2023-2025
Palais du Congrès de la Nation Argentine

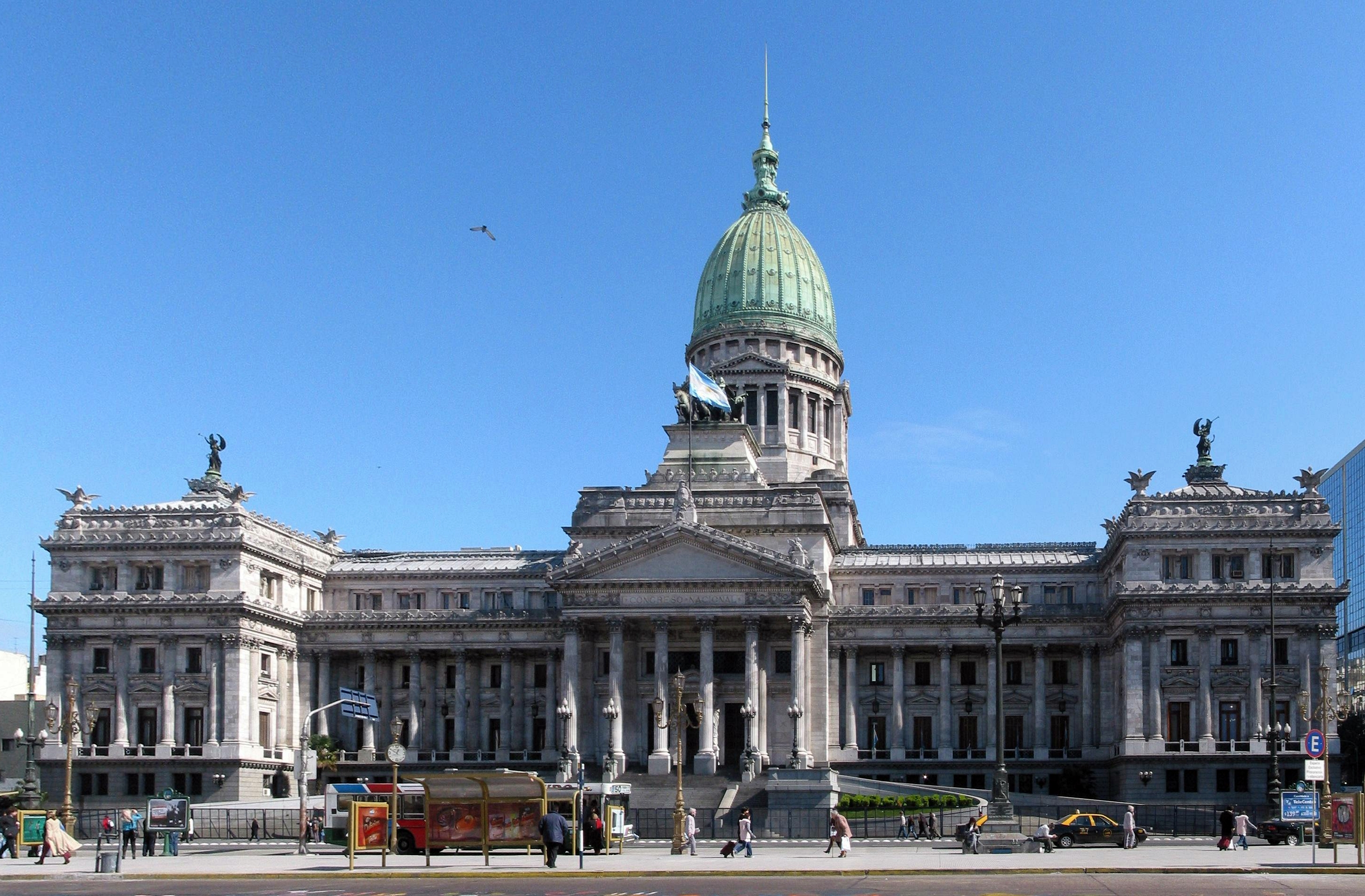
Le Palais du Congrès de la Nation argentine, à l'extrémité ouest de l'avenida de Mayo, à Buenos Aires.

La Chambre des députés (en espagnol : Cámara de diputados) — officiellement l'Honorable Chambre des députés de la Nation argentine (en espagnol : Honorable Cámara de Diputados de la Nación Argentina) — forme la chambre basse du Congrès de la Nation argentine et exerce le pouvoir législatif du pays conjointement avec le Sénat. Elle est composée de 257 membres, appelés « députés », élus au suffrage universel direct selon un mode de scrutin proportionnel pour un mandat renouvelable de quatre ans. La Chambre est renouvelée par moitié tous les deux ans.
La Chambre des députés possède des pouvoirs exclusifs en matière de levée des impôts et d'emploi des forces armées. C'est également elle qui formule la mise en accusation pouvant conduire à une destitution du président de la Nation, du vice-président, des ministres d'État ou des membres de la Cour suprême. Les accusations sont portées devant le Sénat et nécessitent l'approbation des deux tiers des membres de cette dernière.

## Système électoral
La Chambre des députés se compose de 257 sièges renouvelables par moitié. Les élections alternent ainsi entre 130 sièges mis en lice et 127 sièges la fois suivante. Les députés sont élus pour un mandat de quatre ans au scrutin proportionnel plurinominal à la plus forte moyenne, selon la méthode D'Hondt dans 24 circonscriptions électorales plurinominales correspondant aux vingt-trois provinces de l'Argentine plus Buenos Aires, à raison de plusieurs sièges par circonscription selon leur population, entre les listes de candidats ayant remporté au moins 4 % des suffrages exprimés au niveau national.

## Composition actuelle
| Alliance                               | Alliance                                                                  | Parti                                      | Président                   |
| -------------------------------------- | ------------------------------------------------------------------------- | ------------------------------------------ | --------------------------- |
|                                        | Union pour la patrie (100) (Président : Germán Pedro Martínez)            | Union pour la patrie (100)                 | Germán Pedro Martínez       |
|                                        | La liberté avance (38) (Président : Oscar Zago)                           | La liberté avance (36)                     | Oscar Zago                  |
| Buenos Aires libre (2)                 | La liberté avance (38) (Président : Oscar Zago)                           | Carolina Píparo                            |                             |
|                                        | Proposition républicaine (37)                                             | Proposition républicaine (37)              | Cristian Ritondo            |
|                                        | Union civique radicale (34)                                               | Union civique radicale (34)                | Rodrigo de Loredo           |
|                                        | Innovation fédérale (9) (Présidente : Pamela Calletti)                    | Front de la concorde missionnaire (es) (4) | Diego Sartori               |
| Salta nous unit (3)                    | Innovation fédérale (9) (Présidente : Pamela Calletti)                    | Luis Di Giacomo                            |                             |
| Ensemble, nous sommes le Río Negro (1) | Innovation fédérale (9) (Présidente : Pamela Calletti)                    | Agustín Domingo                            |                             |
| Mouvement populaire neuquino (es) (1)  | Innovation fédérale (9) (Présidente : Pamela Calletti)                    | Osvaldo Llancafilo                         |                             |
|                                        | Changement fédéral (9)                                                    | Changement fédéral (9)                     | Miguel Ángel Pichetto       |
|                                        | Nous faisons pour notre pays (es) (8) (Président : Ignacio García Aresca) | Córdoba fédéral (es) (5)                   | Ignacio García Aresca       |
| Identité à Buenos Aires (es) (1)       | Nous faisons pour notre pays (es) (8) (Président : Ignacio García Aresca) | Florencio Randazzo                         |                             |
| Socialiste (2)                         | Nous faisons pour notre pays (es) (8) (Président : Ignacio García Aresca) | Mónica Fein                                |                             |
|                                        | Coalition Civique ARI (es) (6)                                            | Coalition Civique ARI (es) (6)             | Juan Manuel López           |
|                                        | Nous faisons pour notre pays (es) (5) (Présidente : Myriam Bregman)       | Parti des travailleurs socialistes (4)     | Myriam Bregman              |
| Parti des travailleurs (1)             | Nous faisons pour notre pays (es) (5) (Présidente : Myriam Bregman)       | Romina Del Plá                             |                             |
|                                        | Production et travail (2)                                                 | Production et travail (2)                  | Nancy Picón                 |
|                                        | Pour Santa Cruz (2)                                                       | Pour Santa Cruz (2)                        | Sergio Acevedo              |
|                                        | Avancer la liberté (es) (1)                                               | Avancer la liberté (es) (1)                | José Luis Espert            |
|                                        | Démocrate (1)                                                             | Démocrate (1)                              | Alberto Arancibia Rodríguez |
|                                        | L'Union Mendocina (1)                                                     | L'Union Mendocina (1)                      | Álvaro Martínez             |
|                                        | CREO (Tucumán) (es) (1)                                                   | CREO (Tucumán) (es) (1)                    | Paula Omodeo                |
|                                        | Vacant (1)                                                                |                                            |                             |

## Féminisation
Le suffrage féminin est adopté en 1949 en Argentine. En 1952, pour la première fois, 22 femmes deviennent parlementaires (à la Chambre des députés et au Sénat). 
En 1953, Delia Parodi devient première vice-présidente de la Chambre des députés, première femme à occuper cette fonction (depuis, aucune femme n'a occupé un tel poste dans le système parlementaire argentin).